# Debu
Debu (auch: Tebu, Tebumaru, Uruwadowan-tō, Zubumaru-tō) ist eine Insel des Ailinglaplap-Atolls in der Ralik-Kette im ozeanischen Staat der Marshallinseln (RMI).

## Geographie
Das Motu liegt zusammen mit der kleineren Schwesterinsel Debumaru im östlichen Riffsaum des Atolls zwischen Kubar im Süden und Enggain im Norden.

## Klima
Das Klima ist tropisch heiß, wird jedoch von ständig wehenden Winden gemäßigt. Ebenso wie die anderen Orte der Ailinglaplap-Gruppe wird Debu gelegentlich von Zyklonen heimgesucht.